# Yamaha YM2413

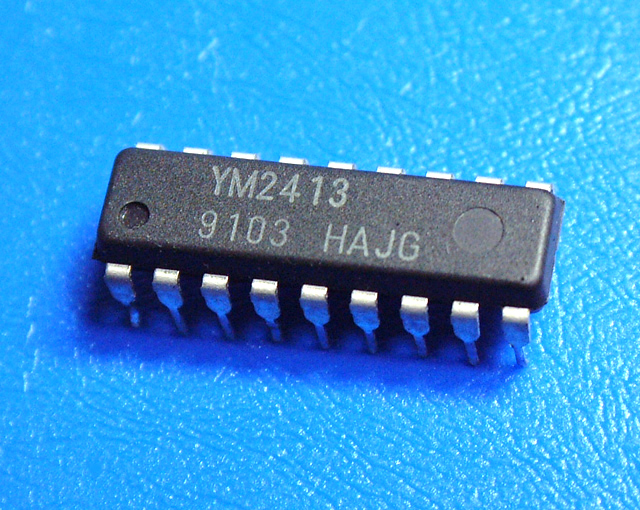
Yamaha YM2413

De YM2413, ook bekend als OPLL, is een goedkopere uitvoering van de YM3812. Om de chip goedkoper te kunnen produceren zijn veel van de interne registers verwijderd. Het resultaat van dit alles is dat de YM2413 slechts één door de gebruiker gedefinieerd instrument tegelijkertijd kan afspelen. De andere 15 instrumentsinstellingen zijn voorgeprogrammeerd en kunnen niet door de gebruiker worden gewijzigd. Verdere kostenbeparende wijzigingen waren het beperken van het aantal golfvormen tot twee (i.p.v. de vier van de YM3812), en het niet intern mixen van de kanelen.
De YM2413 werd gebruikt als geluidsuitbreiding voor de MSX (bekend als MSX-MUSIC) en SG-1000 Mark III computer. Het NES-spel Lagrange Point bevatte een door Konami ontworpen VCRII-mappercircuit, met een FM-geluidskern die vergelijkbaar (maar niet identiek) was aan de YM2413.
Naast het gebruik in MSX computers werd de chip ook geplaatst in enkele van de Yamaha Portasound PSS synthesizers, waaronder de PSS-140, de PSS-170 en de PSS-270. De vreemde eend in de bijt waarin deze chip werd gebruikt is de VSS-200.